# Un monstruo de mil cabezas
Un monstruo de mil cabezas es una película mexicana de 2015. Escrita por Laura Santullo y dirigida por Rodrigo Plá, es un drama de suspenso protagonizado por Jana Raluy, Hugo Albores, Daniel Giménez Cacho y Emilio Echevarría.

## Sinopsis
La aseguradora de servicios médicos de la que es socio su esposo se rehúsa a pagarle el tratamiento recomendado por el médico. La mujer, cansada de ver durante meses el sufrimiendo de su marido enfermo y cansada también de la burocracia del sistema de salud, busca una solución drástica.

## Premios
- 2016: mejor guion adaptado en la 58.ª edición de los Premios Ariel.[3]

## Reparto
- Jana Raluy como Sonia Bonet Castrejón
- Sebastián Aguirre Böeda como Dario Castrejón Bonet
- Hugo Albores como Dr. Villalba
- Daniel Giménez Cacho como Nicolas Pietro
- Emilio Echevarría como Enrique Sandoval Núñez
- Verónica Falcón como Lorena Morgan
- Francisco Barreiro como Baez
- Harold Torres como Policía
- Úrsula Pruneda como Mónica
- Noé Hernández como Portero
- Iván Cortes  como Médico en bata
- Marisol Centeno como Asistente de Lorena Morgan